# Liste der Stolpersteine in Löningen
Die Liste der Stolpersteine in Löningen enthält alle Stolpersteine, die im Rahmen des gleichnamigen Projekts von Gunter Demnig in Löningen verlegt wurden. Mit ihnen soll an Opfer des Nationalsozialismus erinnert werden, die in Löningen lebten und wirkten.

## Verlegte Stolpersteine
| Adresse          | Verlege- datum | Person, Inschrift | Bild | Anmerkung |
| ---------------- | -------------- | --- | --- | --------- |
| Tabbenstraße 3 · | 10. Nov. 2011  | Hier wohnte Amalie Steinburg Jg. 1876 gedemütigt/entrechtet Heimatort verlassen 1939 Haselünne deportiert 1942 Ziel unbekannt                          | Bild gesucht Die Wikipedia wünscht sich an dieser Stelle ein Bild vom Ort mit diesen Koordinaten 52.7345426 7.7574656 . Motiv: Stolperstein Amalie Steinburg Falls du dabei helfen möchtest, erklärt die Anleitung , wie das geht. BW |           |
| Tabbenstraße 3 · | 10. Nov. 2011  | Hier wohnte Julius Steinburg Jg. 1868 gedemütigt/entrechtet Heimatort verlassen 1939 Haselünne Krankenbehandlung verweigert Tot an den Folgen 4.2.1942 | Bild gesucht Die Wikipedia wünscht sich an dieser Stelle ein Bild vom Ort mit diesen Koordinaten 52.7345426 7.7574656 . Motiv: Stolperstein Julius Steinburg Falls du dabei helfen möchtest, erklärt die Anleitung , wie das geht. BW |           |